# 泉俊二
泉 俊二（いずみ しゅんじ、1948年10月6日 - ）は、長野県松本市に本社を置く株式会社泉精器製作所の元代表取締役社長。1977年から同社の経営に参画。香港・中国への生産体制の拡大を行い、国際的な事業活動を展開してきた。
1984年からアメリカで始まったフィリップスとの電気剃刀の知的所有権をめぐる裁判では本人みずから証言台に立ち、世界的巨大企業との係争に挑んでいる。当時の双方の企業規模から「小さなアリがゾウに立ち向かうようなもの」といわれ、日本とアメリカをめぐるパテント裁判として注目を浴びた。
馬主としても活動し、登録されている所有馬は30数頭とみられ、所有馬の中には第39回函館2歳ステークスに勝ったハートオブクィーンがいる。同馬は2007年12月2日に行われた阪神ジュベナイルフィリーズ（JpnI）にも出走。
錦鯉の愛好家としても知られており、第20回錦鯉全国若鯉品評会にて58部：紅白：成魚の部で総合優勝をしている。
2010年6月28日、定時株主総会にて代表取締役社長を退任。